# 2010年英格蘭全國羽毛球錦標賽
2010年英格蘭全國羽毛球錦標賽（English National Badminton Championships 2010），是英格蘭國內最高級別的羽毛球比賽。本屆賽事於2010年2月5日-7日在英格蘭博尔顿體育館舉行。

## 項目獎牌榜
以下為各項目的優勝者名單：
| 項目     | 金牌                      | 银牌                          | 铜牌                            |
| 男子單打 | 拉吉夫·欧斯夫             | 卡尔·巴克斯特                 | Harry Wright                    |
| 男子單打 | 拉吉夫·欧斯夫             | 卡尔·巴克斯特                 | 安德鲁·史密斯                   |
| 女子單打 | 伊丽莎白·卡恩             | 海伦·戴维斯                   | 妮古拉·塞尔方蒂尼               |
| 女子單打 | 伊丽莎白·卡恩             | 海伦·戴维斯                   | Sarah Milne                     |
| 男子雙打 | 安东尼·克拉克 内森·罗布森 | 克里斯·爱德考克 罗伯·布莱尔   | 克里斯·兰格瑞奇 罗宾·米德尔顿   |
| 男子雙打 | 安东尼·克拉克 内森·罗布森 | 克里斯·爱德考克 罗伯·布莱尔   | 安德鲁·埃利斯 Dean George       |
| 女子雙打 | 珍妮·沃尔沃克 加布里·怀特 | 玛里亚纳·阿格基罗 希瑟·奥利弗 | 艾莉莎·林姆 凯特·罗伯特肖       |
| 女子雙打 | 珍妮·沃尔沃克 加布里·怀特 | 玛里亚纳·阿格基罗 希瑟·奥利弗 | 海伦·戴维斯 萨曼塔·沃德         |
| 混合雙打 | 内森·罗布森 珍妮·沃尔沃克 | 安东尼·克拉克 希瑟·奥利弗     | 克里斯·爱德考克 加布里·怀特     |
| 混合雙打 | 内森·罗布森 珍妮·沃尔沃克 | 安东尼·克拉克 希瑟·奥利弗     | 罗宾·米德尔顿 玛里亚纳·阿格基罗 |